# Sierra del Pinar (Cádiz)
La sierra del Pinar está situada al nordeste de la provincia de Cádiz, entre las localidades de Grazalema y  Benamahoma. Es una de la sierras que conforman el Parque Natural de la Sierra de Grazalema.

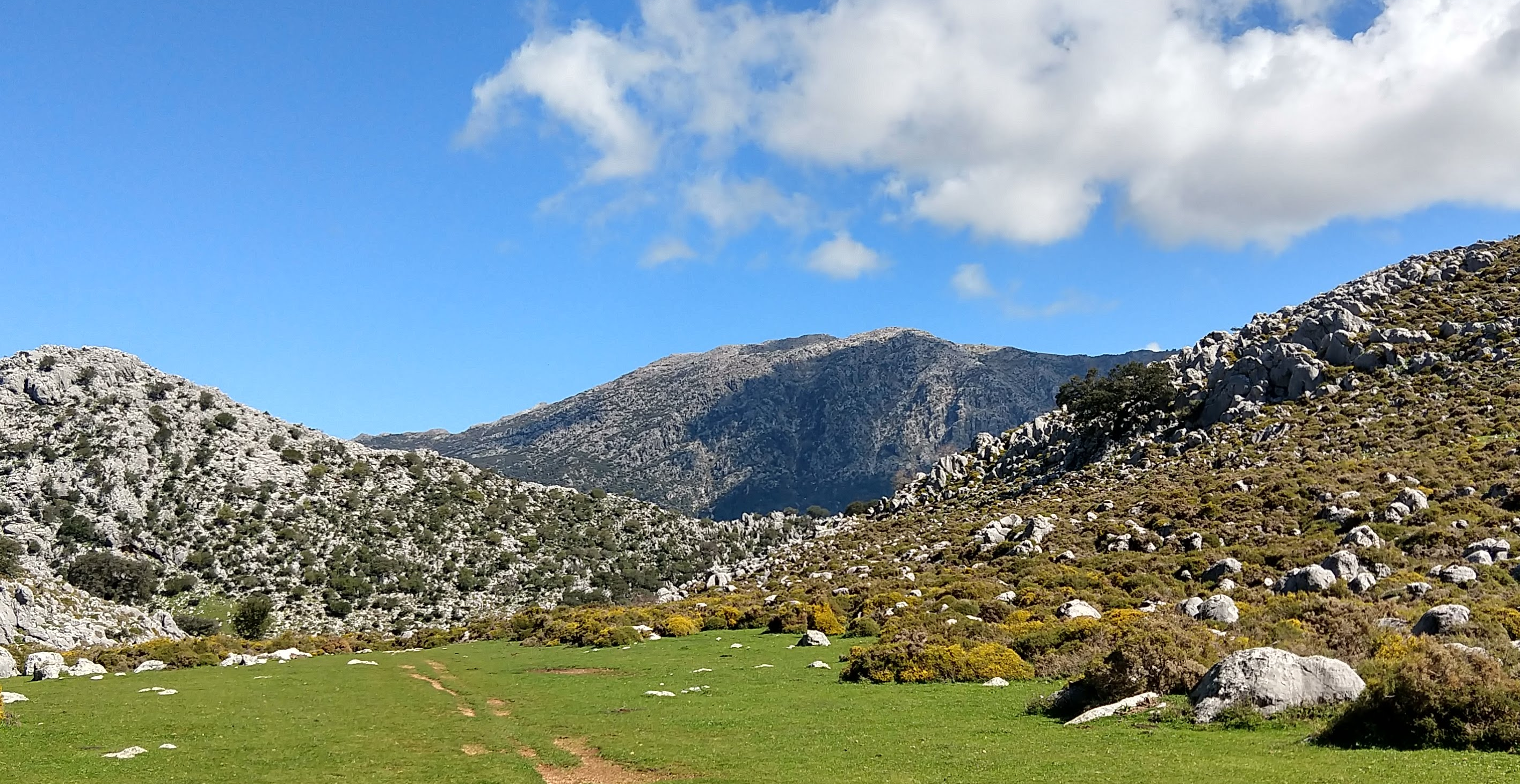
Imagen del macizo de la Sierra del Pinar y de su máxima altitud, El Torreón, desde las inmediaciones del Salto del Cabrero.

## Orografía
Su mayor altura es el Torreón (o pico del Pinar) con 1648 m s. n. m, en la parte occidental de una cresta que acaba a unos 7 km al este, en el pico San Cristóbal, algo más bajo.
El conjunto de la Sierra del Pinar se completa con otras crestas laterales en dirección norte formando una cuenca fluvial cerrada, un verdadero embudo que desemboca en dirección norte por la Garganta Verde, en dirección a Zahara de la Sierra.
En la cara norte se encuentran las llamadas "Caídas del Pinar" y las formas más agrestes y pronunciadas de toda la sierra: una impresionante cresta calcárea donde se suceden una serie de picos con altitudes superiores a los 1500 m s. n. m. En su base, se extiende un talud no menos impresionante por su pendiente y dinamismo, atravesado por diversos torrentes y cubierto en gran parte por canchales, algunos aún activos. A todo ello hay que añadir la belleza que aporta la presencia del pinsapar: bosque de pinsapos ascendiendo por las vertientes y mezclándose con encinas y quejigos en los pisos inferiores.

## Clima
La orografía y ubicación de la Sierra del Pinar favorecen un microclima que hace que el municipio aledaño de Grazalema sea el de mayor pluviosidad de Andalucía (2132 mm de precipitación media anual) y uno de los mayores en toda la Península. El ser una sierra cercana a la costa con una altura considerable y a la vez orientada convenientemente a los vientos dominantes del Golfo de Cádiz y del Estrecho de Gibraltar (poniente y levante), provoca la condensación de nubes en sus cumbres y las consecuentes precipitaciones sobre todo en su vertiente norte.

## Paisaje

### Geología

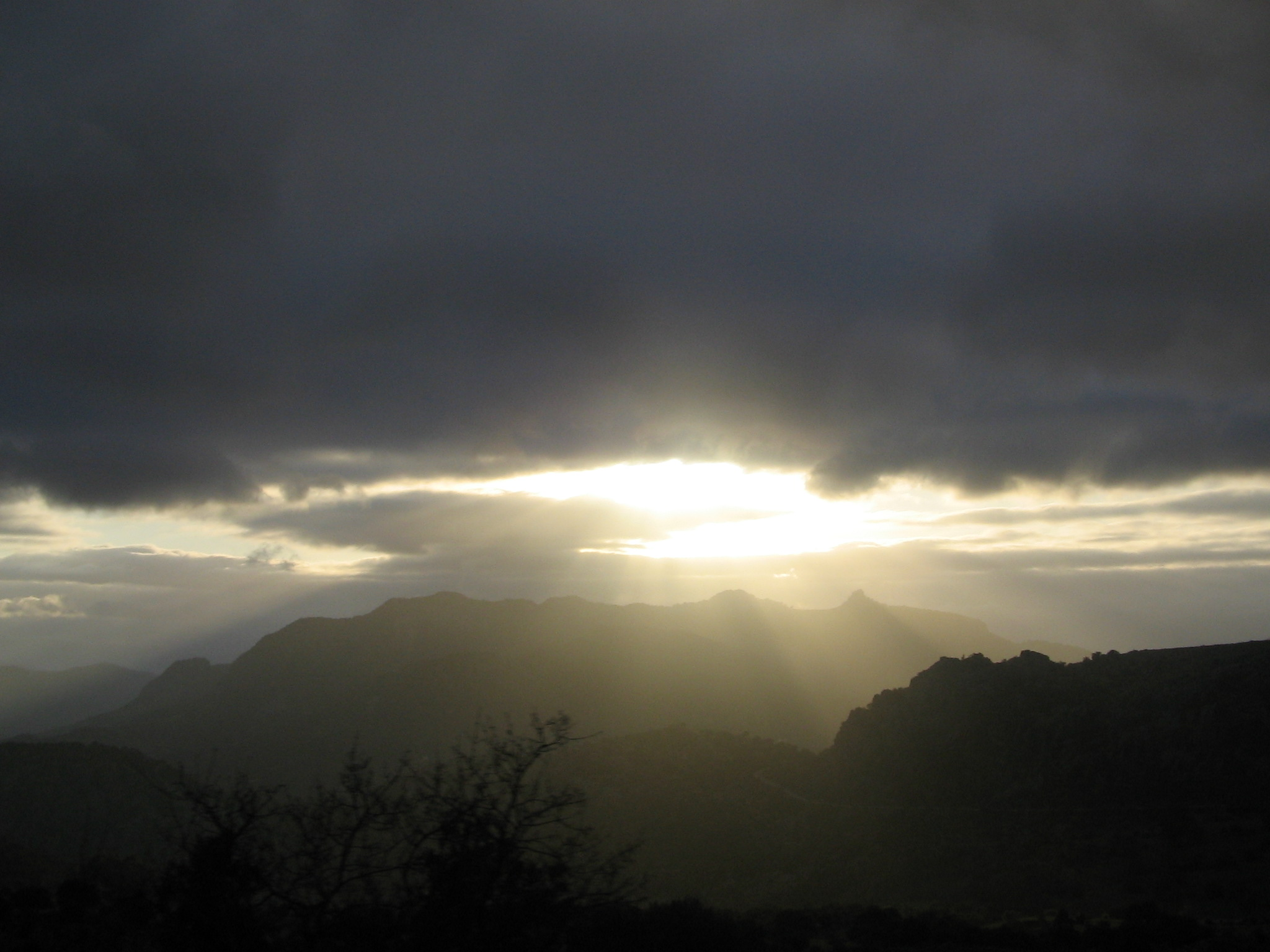
Puesta de sol en la Sierra del Pinar.

La composición de la Sierra del Pinar es básicamente de roca caliza, generándose los típicos fenómenos de karstificación y dando lugar a diversas formaciones kársticas como la ya referida Garganta Verde: profundo cañón excavado por el arroyo Bocaleones que encauza las aguas de buena parte de la sierra y que, debido a la alta pluviometría, puede llegar a tener un caudal torrencial. A la entrada Sur de la Garganta Verde se encuentra La Ermita, una cueva abierta de grandes dimensiones.

### Fauna
Debido a las inexpugnables paredes de la Garganta Verde, es aquí donde se concentra la mayor parte de la colonia de buitres leonados de la Sierra de Grazalema, que a su vez es una de las mayores del Sur de la península ibérica.

### Vegetación
En la cara norte de esta sierra, las condiciones ambientales favorecen la existencia del mayor bosque de pinsapos (Abies pinsapo Boiss) del mundo (unas 400 ha): es una especie de abeto endémico de la Serranía de Ronda sobreviviente de las últimas glaciaciones que requiere grandes cantidades de agua, cuya existencia en el planeta está prácticamente limitada a esta sierra, Sierra Margarita y la Sierra de Zafalgar en la provincia de Cádiz; la Sierra de las Nieves y Sierra Bermeja en la provincia de Málaga.

## Valor ecológico
Por todas estas características, la Sierra del Pinar está incluida en la Zona de Reserva del parque natural Sierra de Grazalema. El acceso está restringido durante todo el año, requiriéndose permiso para acceder a los senderos habilitados, e incluso estando prohibido el acceso a la zona del Pinsapar en verano por el riesgo de incendios.
A tal punto llega la singularidad de la Sierra del Pinar, que básicamente es la razón por la que la Sierra de Grazalema fuera declarada en 1977 Reserva de la Biosfera por la UNESCO.

## Importancia económica
Aparte de su explotación forestal, tuvo gran importancia la producción de hielo